# Zenata
Zenata (en bereber : ⵉⵣⵏⴰⵜⵏ iznaten) son las variaciones del nombre que recibió un grupo de pueblos bereberes durante el periodo medieval, de los que descienden varias etnias actuales. El historiador y viajero Ibn Jaldún relata que fueron, junto con los masmuda y los sanhaya, una de las tres grandes confederaciones bereberes musulmanas de la Edad Media. Añadió que estas tribus, que eran a la vez nómadas y sedentarias, así como constructoras de ciudades, se concentraron en el Magreb (en el Reino de Marruecos): por esto llamó al "Maghreb" el hogar de los Zenata.
Llegaron a fundar varios reinos en Fezzán, Kairuán, Garama, Yerma, Tremecén, e incluso Siyilmasa y Fez.
Su idioma, el zenatí, era una variedad de bereber. Varios grupos de berberófonos dispersos a través del Magreb conservan en la actualidad muchos vocablos y características del zenatí. Al norte de la frontera -marroquí en la región de los Beni Snous, y en numerosos oasis saharianos principalmente en la región del Gurará, y del Orés, así como entre los Tuareg, en el M'zab y en Libia.
Una rama de los zenatas fue antiguamente llamada Garamantes y vivían en la Garamántica, que se correspondía en gran medida con el Fezzan actual, que tenía por ciudad principal a Ghadames (Gadames, Cydamus en latín). Las otras ramas de los Zenatas eran trashumantes, y en la Numidia constituían parte de los gétulos y antiguos moros (mauritanos). Hasta la irrupción del Islam en el siglo VII, los zenatas eran principalmente "paganos".[cita requerida]

## Etimología y semántica
El nombre "zenata" proviene de "iznaten" (ⵉⵣⵏⴰⵜⵏ), que es el plural de la palabra "aznat" (ⴰⵣⵏⴰⵜ), y se compone de "azn" (ⴰⵣⵏ) que significa "enviar" y "at "(ⴰⵜ) que significa "hilos", en lengua bereber de Zenata (en otros dialectos bereberes, "son" se dice "aït (ⴰⵢⵜ)", "yat (ⵢⴰⵜ)" o "ag (ⴰⴳ)"). El sufijo -en y la sustitución de la primera letra de la palabra en singular en a- por una i-, con una -n al final se utilizan para marcar el plural.

"Iznaten" es el plural de "aznat" y en zenetic bereber significa "los que envían los hilos ".

## Historia

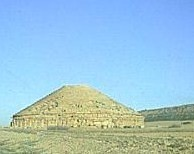
Medghassen, la sepultura de los reyes númidas.

Los egipcios llamaron a los bereberes que vivían más cerca a ellos, los Libu y a los que estaban inmediatamente detrás de ellos, y en territorios del Magreb Oriental de donde se les supone procedentes, los Mashauash.
Ibn Jaldūn consideró al pueblo de los madghis (o medghassen) una rama de los botr, y remontó el linaje mítico de los zenatas hasta Mazigh y Cam, el hijo de Noé.
Como quiera que sea, la historia comprobable de este pueblo fue aquella de los nómadas que efectuaron una lenta migración desde el Cercano Oriente hasta el Magreb y luego, recién en la Edad Media, se dirigieron hacia el norte, alcanzando España.
Basta para ilustrar lo antecitado con seguir la ruta de los Luwata (una tribu de la confederación de los Zenatas que poseyó un patriarca llamado Lerna en la Antigüedad) :
Los Luwata eran nombrados «Libus» por los antiguos egipcios y «Lubim» en el libro bíblico del Génesis; tales Luwata dieron por su parte el nombre a Libia (en la Antigüedad clásica se denominó Libya a todo el actual continente africano). Los Luwata constituían una gran confederación que pobló la Cirenaica, la Tripolitania así como la parte del Sáhara al sur de estas regiones y de la Numidia relacionándose con la Getulia y con el antiguo territorio ancestral moro: la Mauretania.
En tiempos del Egipto faraónico parece ser que los Zenetas se llamaban ya entonces Garamantes y resultaron rebeldes a los regímenes de varios faraones. Con sus caballos y carros de guerra (recordar que hace unos 3000 e incluso 2000 años aun la mayor parte del actual desierto del Sáhara era una región esteparia) , sembraron el terror en Egipto, Cirenaica y Tripolitania. . Por su contacto con la cultura del Antiguo Egipto se entiende que estos pueblos bereberes hayan construido numerosos monumentos en África Septentrional que se asemejan a las pirámides tal cual se observa en las tumbas de medghassen o los yedares.

Más cercanamente en la historia, los tuáreg descendientes de los zenatas Banū Ifrēn, han dejado pinturas rupestres en el Hoggar; en ellas se pueden observar a los antiguamente llamados Garamantes con sus animales y sus carros.
Esto es, la mayoría de los zenatas derivaban de tres grandes tribus bereberes: Maghraua, Deyrawa, Banū Ifrēn. Los Banū Ifrēn septentrionales han dejado vestigios en el norte de Argelia tales como las ruinas de la ciudad de Tilimeyen en el valle del Saf Saf y en Skikda.
El mismo nombre de África (así llamaban los romanos a la zona en torno a Cartago) parece provenir de la tribu Ifrén establecida antiguamente en el este del actual Magreb.  Tal nombre procedería de la raíz Ifru con sus posibles variantes: Ifri, Afer, Afar etc. En la Gran Cabilia, (las tribus de Yuryura que tienen el nombre de Faraussen, corresponden a Pequeña Cabilia de Ifri), suponiendo a los tunecinos como los afers de las épocas antiguas y suponiendo a los tuáreg del Hoggar Azguez, todos tendrían lingüísticamente las mismas radicales que indicarían los mismos ancestrales linajes étnicos.  

### Roma
En la época del Imperio romano, los iznaten o zenetas, ya milenariamente ubicados en la Tripolitania, practicaban el comercio y la agricultura aunque también existían importantes grupos de ellos que eran nómadas. Señorearon gran parte de la Numidia cuando sus reyes fueron Syphax (Sifax) y Masinisa. Masinisa fue integrante de la tribu Afer.
Sifax se refugió entre los Garamantes luego de ser derrotado por Masinisa. Por su parte Masinisa intentó anexar la Garamántica a la Tripolitania, pero nunca logró someter a los habitantes de la Cirenaica. Fue Juba quien conquistó esta región y, luego de ser derrotado, todos estos territorios pasaron al control romano.
Los garamantes, al tiempo que se mantenían mayormente nómadas, viajando en carros tirados por bueyes, llegaron a obtener la ciudadanía romana en tiempos de Septimio Severo.
Septimio Severo, en efecto, fue un emperador romano con orígenes bereberes procedente de la ciudad de Leptis Magna en Tripolitania. La anexión al Imperio romano facilitó que se produjeran numerosos matrimonios entre antiguos italianos y bereberes.

Numerosas investigaciones indican que los bereberes de Tripolitania, Libia, Cirenaica, Numidia y la provincia romana de África eran buenos cultivadores de viñedos y olivos.
Tras la crisis económica que despobló a la gran ciudad romana de Leptis Magna se produjeron numerosas razzias (la palabra razzia tiene origen bereber) por parte de las poblaciones locales.
Posteriormente la provincia romana de África junto con gran parte de Numidia, Mauritania y Tripolitania caería en poder de los vándalos en las postrimerías del Imperio romano de Occidente; por su parte los vándalos fueron expulsados por los Banū Ifrēn (también conocidos como Ifuraces o Iforén o Iforás) y otros bereberes en el 533.
En la época del Bajo Imperio romano, los Levathae (Luwata) se revelaron de tal modo agresivos que los emperadores romanos debieron hacer construir un limes para intentar contenerlos.

Tras la reconquista de las provincias africanas efectuada por el Imperio romano de Oriente (ya Imperio bizantino) en tiempos de Justiniano estos Levathae fueron el tema de una descripción por parte de Corripus en su obra llamada La Johánnida. Allí se menciona que entonces los bereberes habían pasado a utilizar el camello en lugar del caballo y adoraban a Gurzil, un dios con aspecto de toro y a un dios de la guerra llamado Sinifer.
Corripus describió también a la célebre tribu de los Iforás (los antiguos Banū Ifrēn) que eran aliados y descendientes de Zenetas que luchaban contra los bizantinos. Los Banū Ifrēn perdieron en tales conflictos a numerosos líderes sobre todo en la región del Aurés (El Gran Aurés que se extiende entre las actuales Argelia y Tunicia). Tras estas luchas los bereberes (incluidos los Zenetas) recuperaron su independencia. Los árabes llamaron lwatá a los Luwata y los encontró Ibn Battûta en Tánger; este en la introducción del relato de su extenso viaje no cesa de señalar que él era parte de esa tribu por su linaje paterno. La religiosidad de los bereberes Zenetas era hacia el siglo VII bastante diversificada, encontrándose cristianos, judíos y prosélitos del Islam.
Poco antes, y aun en el periodo preislámico, los Zenetas establecieron una dinastía que reinó en Marruecos y la Ifriqiya (nombre que dieron los árabes a la región de los Banū Ifrēn y que correspondía a la antigua provincia romana de África y, aproximadamente, a la actual Tunicia), agrupando numerosas tribus: la de los Maghraua, Meknassa, Banū Ifrēn, Deyrawa, etc. Los Zenetas en todo caso se mantenían principalmente nómades dedicándose a las actividades pastorales.

### Edad Media
A la llegada de los primeros musulmanes el primer embajador bereber honrado por el islam en tiempos del califa Uthmán ben Affán fue Uezmar Ibn Saclab de la tribu Maghraua; Uezmar Ibn Saclab fue también reconocido como gobernador de su tribu.
Seguidamente Kusaila, fue nombrado embajador de los bereberes, pero Oqba Ibn Nafí Al-Fihrí se opuso ferozmente a él.
A la muerte de Kusaila, en el siglo VII, los Zenatas, principalmente los Banū Ifrēn se sublevaron, siguiendo el ejemplo de los Dejrawa o Deyrawa comandados por la reina Kahina Dihiya, produciéndose una larga y fuerte resistencia a los árabes.
Sin embargo el islam prosiguió su expansión con Táriq ibn Ziyad y Musa ibn Nusayr en el Magreb.
Ya islamizados y aliados con los árabes los bereberes marcharon sobre Hispania en 711, esto hizo que numerosos Zenatas se establecieran en al-Ándalus. Dejando algunos rasgos culturales en la península ibérica (como ejemplo de su destreza ecuestre la palabra actualmente castellana jinete deriva precisamente de los bereberes Zenetas).
Desde el siglo VIII la mayor parte de los Zenetas adoptaron la doctrina islámica la doctrina de los jariyíes, algunos grupos la variante sufrita  y otros la de los nekaritas, rigoristas pero igualitarias, en oposición al sistema de califato de los omeyas. Los árabes fueron expulsados de casi todo el Magreb bajo Abú Qurra  de Tlemcén. Así es que el primer Estado islámico bereber fue proclamado por Abú Qurra. Sin embargo, tal Estado qufrita terminó desgarrado por las luchas internas que mantuvieron las diversas tribus bereberes. 
La dinastía aglábida tomaría luego el poder en Ifriqiya: Rustum contrajo matrimonio con una mujer de la tribu Banú Ifrén (una subdivisión de los zenatas). Mientras que el territorio que actualmente corresponde a Marruecos quedó en poder de los idrisíes.
La última rebelión jariyí zenata tuvo lugar en el siglo X bajo el liderazgo de Abū Yazīd quien era del linaje de los Banū Ifrēn .
Las tribus zenatas eran entonces en gran medida aliadas del Califato de Córdoba, y luchaban para controlar el Magreb occidental. Abū Yazīd hizo reunir a todas las tribus bereberes de los Aurès para lanzar un ataque contra los Fatimíes.
Abū Yazīd resultó inicialmente vencedor, retomando Ifriquía (parte nororiental de Argelia y toda Tunicia) estableciendo en Kairuán la capital jariyí del Magreb. Pero los fatimíes terminaron venciendo; seguidamente una gran parte de los Zenatas se hizo aliada de los fatimíes.
Los omeyas intentaron por todos los medios recuperar el poder, lo que provocó la disgregación de las tribus zenatas. Mientras, los fatimíes estaban en guerra contra los omeyas. Los Zenatas eran afectos al régimen jariyí en el momento en que los fatimíes se apoderaron del norte del Magreb central. Sin embargo, los Zenatas resistieron hasta la muerte de Abū Yazīd en el 947. Luego algunos jefes zenetas tomaron el poder para continuar la guerra contra los fatimíes mientras que otros se hicieron aliados del califato fatimí.
Perseguidos por los fatimíes, los Zenatas debieron retroceder hacia el oeste del Magreb.
El actual territorio de Marruecos se mantuvo bajo la dinastía de los idrisíes y de los Zenatas. El territorio que actualmente es argelino también estaba controlado por Zenatas. El resto de territorio argelino se hallaba en poder de las dinastías de los hammádidas y zíridas.
Por su parte los fatimíes habían conquistado el sur de Italia y necesitaban refuerzos, para esto ellos requirieron una tregua con los Zenatas, esto alarmó a los omeyas, quienes temieron por su poder en al-Ándalus ante la posible alianza zenata-fatimí. Sin embargo, los Zenatas lucharon contra las dos dinastías árabes rivales, hecho que debilitó particularmente a la de los Omeyas.
En el Magreb, las luchas entre las tribus zenatas continuaron y los omeyas no pudieron seguir reinando. En este cuadro de situación las tribus beduinas de los Banu Hilal devastaron el Magreb y extendieron el caos en la región.
Finalmente los Zenetas fueron vencidos por los almorávides, tribu de Sanhayas con ancestros zenatas. Los almorávides durante el reinado de Yúsuf Ibn Tasufín practicaron un genocidio de Zenatas y Barghawatas en territorios actualmente correspondientes a Marruecos.
Posteriormente los almohades desplazaron del poder a los almorávides.
Pese a todo, los Zenatas mantuvieron una importancia política de primer plano en el Magreb y al-Ándalus hasta el siglo XIII d. C. cuando se produjo la aparición de nuevas dinastías, como la de los Abdalwadíes en el Magreb o la de los Benimerines en el Magreb el Aqsa' (territorio del actual Marruecos). También los Zenatas dominaron zonas de Marruecos hasta el surgimiento de la dinastía wattásida en el siglo XV.
Las luchas internas entre las dinastías Zenatas en el Magreb continuaron hasta la expansión del Imperio otomano en Argelia ya en el siglo XVI.

#### Tribus
Según Ibn Jaldún, las tribus zenatas son:
1. Wadlik (Walad Warsik)
  1. Massara
  2. Tajarte
  3. Rassine
2. Farmi
  1. Yazmartene
  2. Mranjissa
  3. Warkla (Wargla)
  4. Namala
  5. Sbarta
3. Eddirte
  1. Dhammar
    1. Gharzul
    2. Lqora
    3. Wartatine
    4. Berzal
    5. Yassadrine
    6. Saghmane
    7. Yettofete

  2. Zakya
    1. Banu Maghrao (Maghrawa)
    2. Banu Yafren
    3. Banu Wassine
    4. Masra
    5. Yafrane
    6. Masine
    7. Ancha (Banu Anch)

A mediados del siglo XI los zenatas fueron reemplazados por sanhayas almorávides (1150-1147) y luego por masmudas almohades (1130-1269). El hundimiento de la última dinastía de los Banu Wasin reanudó la iniciativa política con la dinastía zenata de los abdalwadíes de Tlemecén (1248-1554) y los Banu Marin de Fez (1235-1465); a pesar de ser dos dinastías del mismo origen se enfrentaron en varias ocasiones; un tercer grupo zeneta, Banu Wattas, formó la dinastía wattásida en el otoño de los benimerines. Eran el último grupo zenata en tener poder.

#### Al-Ándalus
Los dos principales reyes bereberes andalusíes (Abdallah el-Aftas y Yahya ibn Di-l-Nun) no se adhirieron a la coalición antibereber donde figuraban la mayoría de los otros príncipes andalusíes. Los señores zanata de las taifas africanas del sur (los Banu Ifran de Ronda, los Banu Birzal de Carmona, los Banu Dammar de Morón y los Banu Jazrun de Arcos) se aliaron con los andalusíes contra los sinhayíes de Granada y los hammudíes de Málaga. Al año siguiente, se incorporó Ibn Di-l-Nun, en gran parte por el temor hacia el soberano abadí de Sevilla, su poderoso vecino, que fue también lo que propició que los Zanata se colocaran del lado de los andalusíes.